# IAI Heron
IAI Heron (Махац) — беспилотный разведывательный летательный аппарат (БПЛА), разработанный израильской компанией IAI. По состоянию на середину 2012 года являлся самым продаваемым БПЛА производства Израиля.

## Разработка
Работы над БПЛА были начаты в начале 1990-х годов совместно с американской фирмой TRW Inc. по одной из программ министерства обороны США.
Первый полёт предсерийный образец БПЛА "Heron" выполнил 18 октября 1994 года на высоте 7700 м, полёт продолжался 30 минут.

## Конструкция
БПЛА приспособлен к длительным полётам на средних и больших высотах. БПЛА оборудован комплексом MOSP TV/FLIR с системой передачи для GCS в реальном времени или разведывательным контейнером EL/M-2055 SAR/MTI, также может комплектоваться РЛС Elta EL/M-2022U Maritime Patrol Radar. На БПЛА установлена цифровая система управления с двухсторонней системой передачи данных. Для управления используется командный пункт GCS-3000, применяемый с БПЛА RQ-5 Hunter. Один беспилотник может следить за шестью целями одновременно. Heron может обозначать цели для истребителей, вертолётов и ракет.

## ЛТХ
- Модификация: Heron
- Размах крыла, м 16,60
- Длина, м: 8,50
- Высота, м: 2,30
- Площадь крыла, м²: 13,00
- Масса, кг:
  - пустого: 450
  - полезной нагрузки: 250
  - топлива: 450
  - максимальная взлетная: 1150
- Тип двигателя: ПД Rotax 914 F
- Мощность, л. с.: 1 х 115
- Максимальная скорость, км/ч:  240
- Крейсерская скорость, км/ч:  130
- Радиус действия, км:

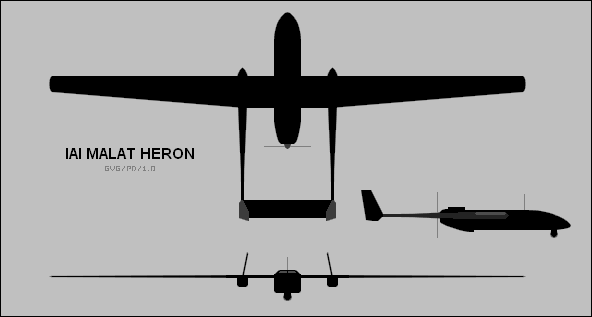
Три проекции IAI Heron

  - при передаче данных в реальном времени:  до 300
  - при автономном полете:  до 1000
- Продолжительность полета, ч:  52
- Максимальная скороподъемность, м/мин:  200
- Практический потолок, м:  9150

## Варианты и модификации
- Heron (Machatz-1) — выпускается в нескольких модификациях:

- Heron short-wing — с уменьшенным на 5,6 м размахом крыльев
- Heron turboprop — с турбовинтовым двигателем

- Heron 1
- Heron NG — модификация имеет увеличенную до 1500 км дальность полёта и более совершенное оборудование для наблюдения, разведки и связи[2]. Позволяет вести разведку на любом типе местности: лес, джунгли, болота, море или город. Модернизированный БПЛА может быть оснащен автоматической системой посадки и взлета.

Дальнейшем развитием конструкции являются более крупные БПЛА Heron-TP («Эйтан») и Super Heron HF.

## На вооружении
Австралия

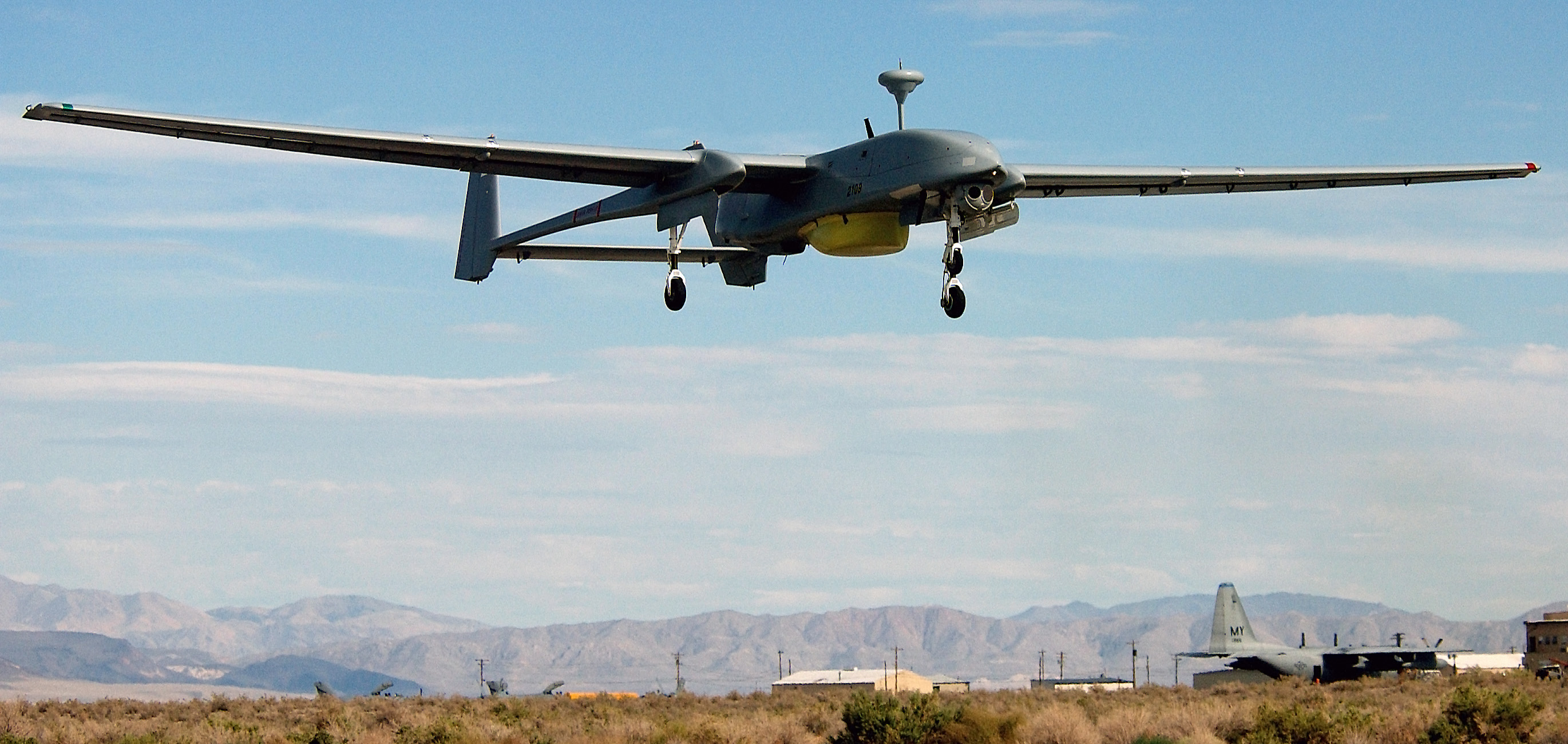
IAI Heron в полете, 2003 год.

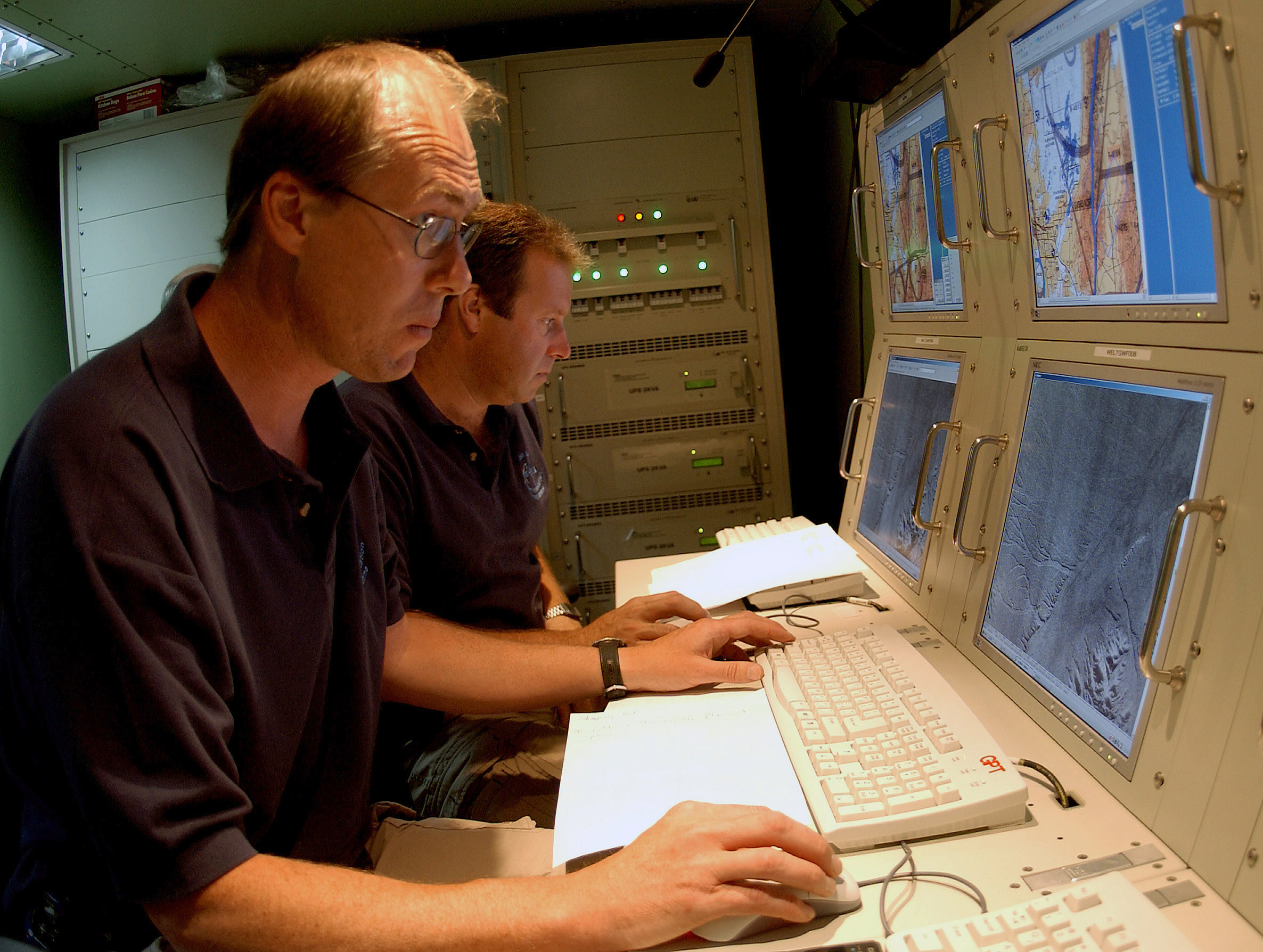
Пункт наземного управления IAI Heron, 2003 год.

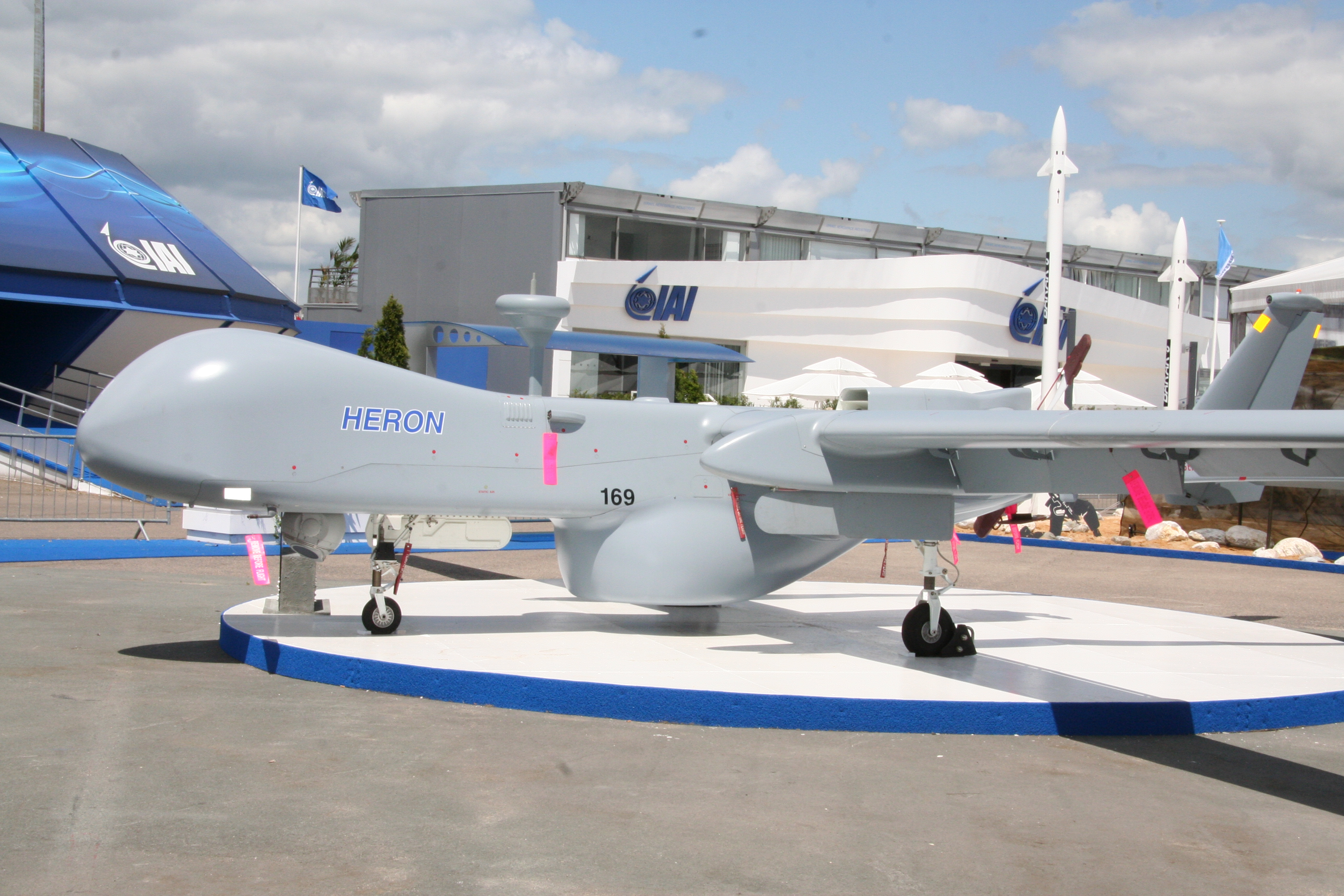
IAI Heron на авиасалоне в Ле Бурже, 2009 год.

- ВВС Австралии — с 2009 года[4], по состоянию на 2010 год имелось 3 Heron[5]. Два аппарата были потеряны вследствие технической неисправности[6].

 Азербайджан
- ВВС Азербайджана — по состоянию на 2015 год имелось 15 Heron[8]

 Бразилия
- Федеральная полиция — по состоянию на 2012 год имелось 15 Heron[9][10]

 Германия
- ВВС Германии — в 2009 году[11] был заключен контракт на сумму 110 млн евро[12], были поставлены 3 аппарата «Heron 1», из них два были потеряны[13] В июле Германия продлила аренду беспилотников «Heron 1» до  октября 2014 года. Сумма сделки составила 75 млн евро[14].

 Израиль
- ВВС Израиля — согласно оценке ЗВО[кто?], по состоянию на 2011 год, на вооружении имелось 4 шт[15], 11 мая 2013 года вследствие неисправности двигателя был потерян один "Heron-1". После обнаружения неполадки военные приняли решение об «управляемом крушении», в результате чего аппарат упал в Средиземное море между Тель-Авивом и Нетанией[16][17][18]. В 2019 году имеется на вооружении около 20 единиц (по внутреннем источникам)

 Индия
- ВВС Индии — 50 Heron, по состоянию на 2012 год[19][20] В декабре 2013 года один "Heron" разбился по техническим причинам[21]; 26 ноября 2014 в штате Гуджарат разбился ещё один "Heron"[22][23]. В декабре 2017 года ещё один борт разбился на китайской территории долины Чумби, вызвав формальное осуждение от представителя НОАК[24].
- ВМС Индии[25].

 Канада
- ВВС Канады — с 2009 года[26], по состоянию на 2012 год — 3 Heron[27]

 Мексика
- Федеральная полиция — 3 Heron, по состоянию на 2012 год

 Сингапур
- ВВС Сингапура — 2 Heron, по состоянию на 2012 год[28]

 США
- ВМС США — 2 Heron, по состоянию на 2012 год[29]

 Турция
- ВВС Турции — контракт на поставку был заключён в 2005 году; первые два БПЛА были получены в 2008 году[30], 14 июля 2009 года один из них разбился[31]; в 2010 году были поставлены модернизированные варианты, с установленным оборудованием турецкого производства. По состоянию на 2010 год было поставлено 10 шт[32]., в марте 2011 года один разбился[33]

 Франция
- ВВС Франции — 4 French Harfang (Heron 1) — EADS Harfang

 Эквадор
- ВМС Эквадора — 2 Heron, по состоянию на 2012 год[34]